# Ficus fergusonii
Ficus fergusonii là một loài thực vật có hoa trong họ Moraceae. Loài này được (King) T.B.Worth. ex Corner mô tả khoa học đầu tiên năm 1981.